# Pfarrkirche Kranzlhofen

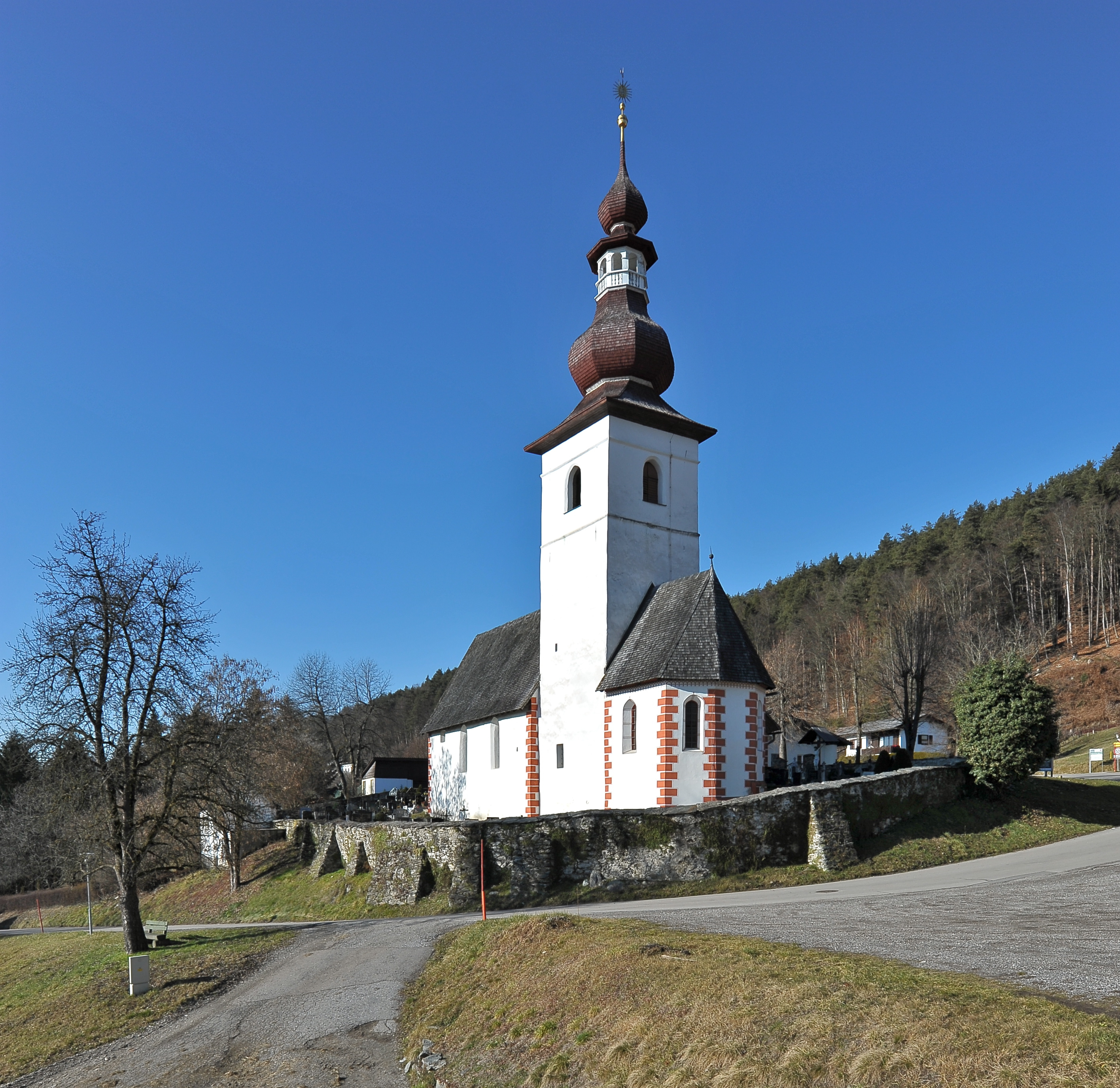
Katholische Pfarrkirche hl. Johannes der Täufer in Kranzlhofen

Die römisch-katholische Pfarrkirche Kranzlhofen steht in weithin sichtbarer Lage in der Ortschaft Kranzlhofen in der Marktgemeinde Velden am Wörther See im Bezirk Villach-Land in Kärnten. Die dem Patrozinium des Heiligen Johannes der Täufer unterstellte Pfarrkirche gehört zum Dekanat Rosegg/Rožek in der Diözese Gurk-Klagenfurt. Die Kirche und der Friedhof stehen unter Denkmalschutz (Listeneintrag).

## Geschichte
Urkundlich wurde zwischen 1175 und 1181 eine Kirche genannt.

## Architektur
Die im Kern romanische und gotische Chorturmkirche mit einem Turm und einem Langhaus mit einem nördlichen Seitenschiff ist von einem Friedhof umgeben.
Der viergeschoßige Turm ist bis zum dritten Geschoß romanisch mit vermauerten Zwillingsfenstern, das vierte gotische Glockengeschoß aus der zweiten Hälfte des 14. Jahrhunderts hat spitzbogige Schallöffnungen und trägt einen Zwiebelhelm mit Laterne aus dem 19. Jahrhundert.
Das Kircheninnere zeigt ein Hauptschiff unter einer Flachdecke und ein mit spitzbogigen Scheidbögen verbundenes nördliches dreijochiges Seitenschiff unter Kreuzgratgewölben. Der Triumphbogen im Hauptschiff ist spitzbogig. Dahinter befindet sich das Turmquadrat unter einem Tonnengewölbe mit gratigen Stichkappen, in der Nordwand befinden sich ein gotisches Sakristeiportal und eine vergitterte gotische Sakramentsnische. Das dem Turmquadrat anschließende Chorhaupt hat ein Rippengewölbe auf Konsolen teils mit gotischen Kopfkonsolen aus der zweiten Hälfte des 14. Jahrhunderts.
Deckenmalereien aus dem Ende des 18. Jahrhunderts zeigen im Hauptschiff in Medaillons die Johannesgeschichte.

## Einrichtung
Der Rokoko-Hochaltar aus 1772 hat Opfergangsportalen sowie Schmuck aus Vasen und Blütengehängen, er zeigt das Altarblatt Taufe Christi.
Der rechte Seitenaltar aus der Mitte des 17. Jahrhunderts hat weinlaubgeschmückte Säulen und einen zugefügten barocken Giebel mit seitlichen Ansätzen, er trägt in der Mittelnische die gotische Figur Thronende Muttergottes mit Kind aus dem Ende des 14. Jahrhunderts. An der Nordwand des Seitenschiffes befindet sich ein Gemälde Steinigung des hl. Stephanus aus dem Ende des 18. Jahrhunderts.
Eine Glocke nennt Rupert Dringer 1455.